# Upton Lovell
Upton Lovell è un piccolo villaggio e una parrocchia civile della contea del Wiltshire che si trova a sud est di Warminster, Sud Ovest dell'Inghilterra.

## Geografia

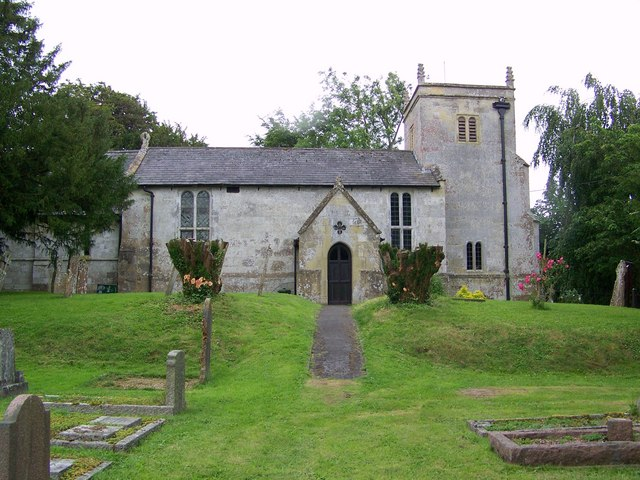
Chiesa di Sant'Agostino

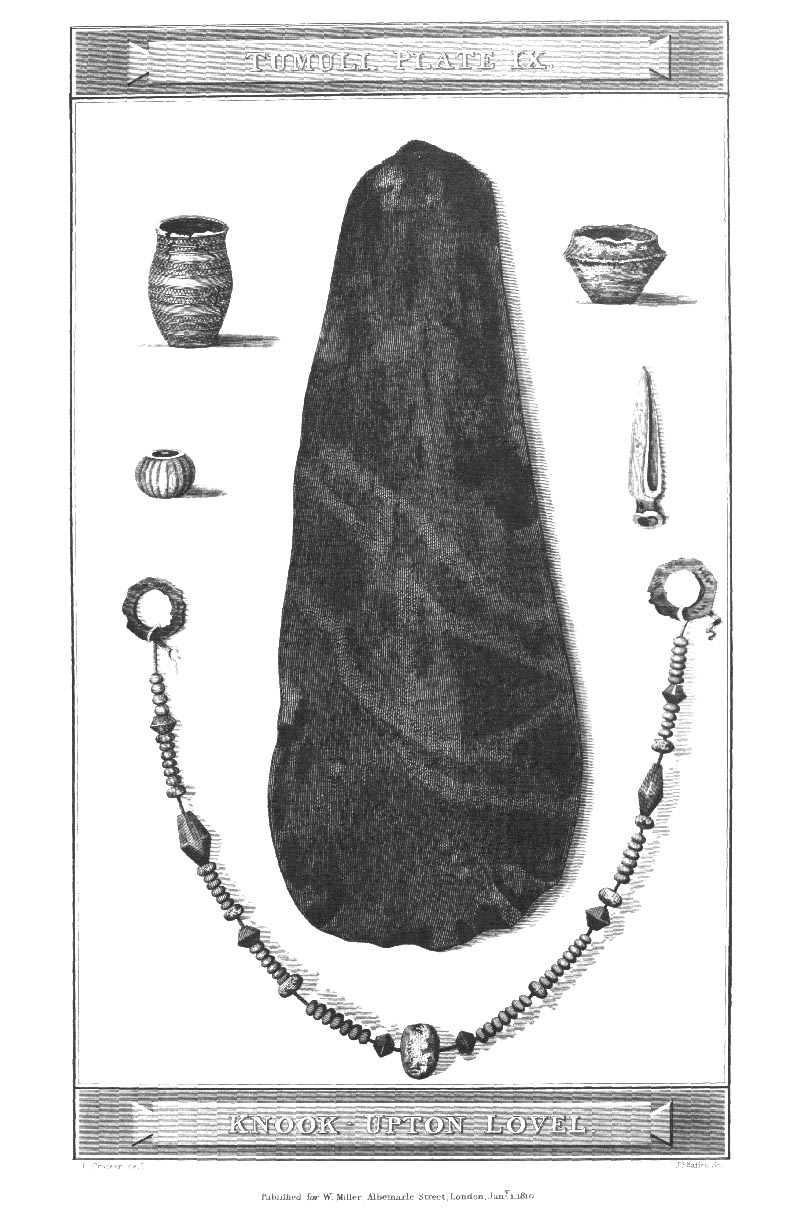
Schizzo a matita dei reperti provenienti da vari tumuli a Knook e Upton Lovell

Il territorio si trova nella valle di Wylye a circa 5 miglia a sud-est di Warminster sulla riva sinistra del fiume e si estende per oltre due miglia a nord-est sulla pianura di Salisbury.

## Storia
Ci sono prove di insediamenti nei pressi di Upton Lovell risalenti all'età del bronzo. Vi si trova un tumulo dell'età del bronzo, un luogo di sepoltura, dove nel 1812 gli archeologi trovarono una splendida collana d'ambra che ora si trova al Wiltshire Museum di Devizes. Nelle vicinanze, a Knook, Knook Castle è anche il sito di un forte collinare dell'età del ferro. Il Domesday Book chiamava l'insediamento Ubetone. Fu solo nel XIV secolo che il suffisso "Lovell" fu aggiunto al nome del villaggio, dopo che John, V Lord Lovell di Titchmarsh, divenne Lord del maniero. Dopo che i Lovell sostennero Riccardo III alla vigilia della battaglia di Bosworth, fu conquistato da Enrico VII.

## Monumenti e luoghi d'interesse
Nel territorio di Upton Lovell sono presenti vari luoghi d'interesse, quelli di maggior rilievo sono la sua chiesa e il tumulo di Upton.
- Chiesa di Sant'Agostino, anche nota come chiesa di San Pietro, risale al XIII secolo. C'era un insediamento sassone su un'ansa del fiume Wylye. Il vescovo Waltham in una sua visita pastorale a Upton Lovell nel 1394 la descrisse in buone condizioni. Nel 1619 Thomas Hickman divenne rettore. Hickman era un convinto realista e quando scoppiò la guerra civile formò una truppa a cavallo a sue spese e la mandò a combattere, con suo figlio Samuel al comando come capitano. Il giovane Hickman morì nella battaglia di Newbury, colpito da una palla di cannone. Il reverendo Hickman fu privato del suo sostentamento sotto Cromwell. Nel 1645 fu processato, i suoi beni sequestrati e fu gettato in prigione per un mese. Quando fu rilasciato dovette pagare 100 sterline per riavere indietro i suoi beni. Nonostante diverse petizioni a Carlo II, dopo la restaurazione della monarchia, la famiglia non fu mai risarcita per le perdite subite. Nel 1794 il rettore, John Crouch, diede gli interessi su 500 sterline per assumere un maestro di scuola per insegnare a 6 bambini poveri. I bambini frequentavano le lezioni tutti i giorni, tranne nel periodo del raccolto, e ci si aspettava che imparassero a leggere, scrivere e, la domenica, il catechismo religioso. La scuola si teneva nella casa del maestro, ma nel 1847 il rettore William Gray liberò un terreno agricolo accanto alla canonica come spazio per costruire un edificio scolastico. Una scuola fu costruita nel 1871 e in seguito divenne una "scuola nazionale" sotto gli auspici della National Society for Promoting the Poor in the Principles of The Established Church. All'interno il delicato fonte battesimale è del XII secolo, costruito di pietra di Tisbury. Sul lato opposto del presbiterio c'è un armadio a muro in pietra con modanatura a denti di cane, che suggerisce una datazione al XII secolo. Appartiene alla diocesi di Salisbury e dall'11 settembre 1968 è un monumento classificato di primo grado per il suo particolare interesse storico e architettonico.[4][5][6]
- Tumulo di Upton (in inglese Upton Great Barrow). Fu descritto e progettato da Hoare ed è identificato da Grinsell come un tumulo a campana con sponda esterna, il tumulo di 78 piedi di diametro e 10 piedi di altezza, con una berma larga 6 piedi quasi ricoperta e un fossato largo 21 piedi e profondo un piede. La sponda è larga 21 piedi e alta sei pollici. Fu aperto da un lavoratore che scavava selci, prima del 1812, e vi trovò ossa e ceneri. Cunnington lo scavò e trovò una tomba poco profonda contenente una cremazione primaria accompagnata da una collana di perle di faience, lignite e ambra. Cunnington realizzò diverse sezioni del tumulo, trovando cocci, corna di cervo, ossa di animali e grandi quantità di ceneri e legno carbonizzato. Upton Great Barrow ha l'aspetto di un tumulo a ciotola con un fosso e una sponda esterna. Tutte le tracce della berma sono scomparse. Il tumulo centrale è alto 2,5 metri, il fossato è profondo circa 0,8 metri e la riva circostante è alta 0,2 metri. Un breve tratto della riva esterna è stato distrutto da un sentiero sul lato meridionale del tumulo. La tomba fu elencata da Piggott come una delle sepolture che definiscono la sua cultura del Wessex.[7][8]
- Lovel House. Dall'11 dicembre 1987 è un monumento classificato di secondo grado per il suo particolare interesse storico e architettonico.[9]